# Tanusia erosifolia
Tanusia erosifolia är en insektsart som beskrevs av Brunner von Wattenwyl 1895. Tanusia erosifolia ingår i släktet Tanusia och familjen vårtbitare. Inga underarter finns listade i Catalogue of Life.